# Forschungsbeirat für Fragen der Wiedervereinigung Deutschlands
Der Forschungsbeirat für Fragen der Wiedervereinigung Deutschlands war ein von 1952 bis 1975 existierendes Gremium zur Ausarbeitung von Maßnahmen, die im Falle einer Eingliederung der DDR in die Bundesrepublik zur Anwendung kommen sollten.

## Geschichte und Struktur
Die Einsetzung des Forschungsbeirates ging auf eine Initiative des Bundesministeriums für gesamtdeutsche Fragen unter Jakob Kaiser zurück. Er wurde am 24. März 1952 gebildet. Seine Gründung ist als Antwort auf die Stalin-Note zu Fragen der Wiedervereinigung vom 10. März des gleichen Jahres zu sehen. Ziel des Beirates war die Erstellung eines Maßnahmekataloges für den Fall der Wiedervereinigung der DDR mit der Bundesrepublik. Dazu wurden zwischen Juni und September 1952 vier Ausschüsse gebildet, die sich mit den verschiedenen Aspekten der Integration der DDR-Volkswirtschaft in das bundesdeutsche System befassten: ein Bilanzausschuss zur Erarbeitung der volkswirtschaftlichen Gesamtrechnung der DDR, ein Agrarausschuss, ein Finanzausschuss und ein Ausschuss für Sonderfragen der gewerblichen Wirtschaft. Daneben bereitete ab Juni 1954 ein "Kleiner Arbeitskreis zur Beratung von Währungsfragen" die Erweiterung des Geltungsbereichs der D-Mark auf die DDR vor.
Zu den elf Mitgliedern des Beirates gehörte unter anderem Bruno Gleitze, der bis zu seinem Rücktritt Ende 1948 Leiter der Deutschen Zentralverwaltung für Statistik in der Sowjetischen Besatzungszone (kurz Zentralverwaltung für Statistik) war. Werner Bosch, seit 1951 im Forschungsinstitut für Wirtschaftspolitik in Mainz tätig, erstellte eine vergleichende Untersuchung zur Einkommensentwicklung in beiden deutschen Staaten, die für die währungspolitischen Aspekte einer Eingliederung der DDR wichtig war.
Vorsitzende des Beirates waren die CDU-Politiker Friedrich Ernst (1952 bis 1958) und Johann Baptist Gradl (1958 bis 1975).
Willy Brandts neue Ostpolitik führte 1975 zur Reduzierung des Forschungsbeirates auf eine „Forschungsstelle für gesamtdeutsche wirtschaftliche und soziale Fragen“.

## Erarbeitete Maßnahmen
Als ein vorrangiges Ziel einer DDR-Integration definierte der Beirat die Reprivatisierung der volkseigenen Betriebe. Diese sollte auf dem Wege der Rückgabe oder der Veräußerung geschehen, wobei die Betriebe vorübergehend einer Treuhandverwaltung unterstellt werden sollten, insbesondere um die Firmenrechte früherer Inhaber prüfen zu können. Von Anfang an aber sollte das Rechnungswesen der Betriebe auf marktwirtschaftliche Prinzipien umgestellt werden.
Uneinigkeit herrschte im Forschungsbeirat dagegen zunächst über den geeigneten Zeitpunkt für eine Währungsunion. Nachdem die Mitglieder zunächst mehrheitlich eine am Beginn des Vereinigungsprozesses stehenden Währungs- und Wirtschaftsreform befürworteten, kam man letztendlich jedoch zu der Schlussfolgerung, dass eine sofortige Währungsumstellung unmöglich sei und in einer Übergangsperiode die DDR-Währung stabilisiert werden müsse.
In Bezug auf die Behandlung der bestehenden Verwaltungs- und Wirtschaftselite in der DDR unterstützte der Beirat die Auffassung verschiedener Bundesministerien, die davon ausgingen, dass bis zu 90 Prozent der öffentlichen Bediensteten der DDR zu entlassen seien. Der Forschungsbeirat selbst empfahl, im Vereinigungsfall die meisten Betriebsleitungen sofort auszuwechseln, wobei diese vorrangig durch in der Bundesrepublik ansässige frühere ostdeutsche Wirtschafts- und Verwaltungsangestellten zu ersetzen seien.
Aus der geschichtlichen Entwicklung Deutschlands ergibt sich, dass diese Maßnahmen nicht während des Bestehens des Beirates umgesetzt werden konnten, allerdings wurden einige der erarbeiteten Maßnahmen im Rahmen der Währungs-, Wirtschafts- und Sozialunion 1990 angewandt. Einige Forscher verweisen außerdem darauf, dass die Arbeiten des Beirates als Vorlage für den Beitritt des Saarlandes zur Bundesrepublik 1957 gedient haben, worauf unter anderem personelle Querverbindungen hinweisen. So veröffentlichte Werner Bosch neben seiner Tätigkeit im Beirat auch ein "Gutachten über wirtschaftliche Struktur und Volkseinkommen des Saarlandes" sowie eine Publikation mit dem Titel "Die Saarfrage. Eine wirtschaftliche Analyse".